# Now!
Now! (marknadsförd som NOW!) var en brittisk veckoutgiven nyhetstidning. Den startades 1979 av den brittisk-franske entreprenören och politikern James Goldsmith (1933–1997) och lades ner endast två år senare.

## Historik
Tidningen startades som en brittisk konkurrent till amerikanska Time och Newsweek, vid en tid då utgivningen av The Times och The Sunday Times låg nere på grund av en arbetsmarknadskonflikt. Tidningsstarten följde efter Goldsmiths misslyckade försöka att köpa The Observer två år tidigare. Det första numret daterades 14–20 september 1979, var 142 sidor tjockt och med ett omslagspris på 50 pence.
Now! sålde inledningsvis bra (inledningsnumrets 416 000 exemplar sålde slut), men man hade kalkylerat fel på den tillgängliga marknaden. Konkurrensen från The Economist och de likaledes brittiska söndagstidningarna gjorde att tidningen under hela sin levnad gick med förlust. Efter 84 nummer lades tidningen ner i mars 1981.
Nyhetstidningen Now! startades vid en tid då brittisk politik och ekonomi var i förändring. 1979 hade Margaret Thatcher utsetts till ny brittisk premiärminister, och Goldsmiths egna politiska åsikter låg till höger om mitten. Detta till trots kom Now! aldrig att etablera sig på tidningsmarknaden. Tidningen profilerade sig som en kvalitetstidning, med större format och tjockare papper än flera av sina konkurrenter, men priset var också högre.